# Georgina Harland
Pour les articles homonymes, voir Harland.
Georgina Claire Harland, née le 15 avril 1978 à Canterbury, est une pentathlonienne britannique. Elle est médaillée de bronze lors des Jeux olympiques d'été de 2004 à Athènes. Elle possède aussi à son palmarès quatre titres de championnes du monde et six de championnes d'Europe.